# Natacha Harry
Natacha Harry, née Natacha Papin le 21 octobre 1972 à Cloyes-sur-le-Loir en Eure-et-Loir, est une journaliste française, productrice de télévision et ancienne présidente de l'association Société protectrice des animaux (de Paris).

## Biographie

### Débuts
Natacha Harry, née Papin, est née le 21 octobre 1972 à Cloyes-sur-le-Loir dans le pays dunois du mariage de Gérard et Chantal Papin,,,.
En 1994, Natacha Harry entre à l’école vétérinaire de Maisons-Alfort, dont elle sort quatre ans plus tard sans avoir soutenu sa thèse.
Elle passe également un master en marketing à HEC Paris.
De 1998 à 2000, elle collabore avec le journal professionnel La Dépêche vétérinaire, hebdomadaire destiné aux vétérinaires.

### Carrière médiatique - télévision
En octobre 2000, Natacha Harry apparaît pour la première fois sur les plateaux de l’émission Télématin. Elle y anime deux rubriques tous les vendredis matin : Miss Terre (environnement) et Faune (animaux).
En janvier 2004, elle devient rédactrice en chef du magazine papier Cheval santé, revue consacrée à la santé des chevaux lancée en 1999. À la rentrée 2005, une nouvelle formule du magazine est lancée sous sa direction.
Depuis septembre 2005, elle présente différentes émissions pour la chaîne Equidia : L’agenda équestre,, puis Jump, une émission qui commente les sports équestres, toutes disciplines confondues. En 2009, Jump touche 79 % de la cible « sports équestres ». En février 2011, Jump est remplacée par Equestrian, émission toujours présentée par Natacha Harry qui traite l’actualité des sports équestres.
En 2008, elle crée sa société de production audiovisuelle, Des histoires et des hommes production (2H Production), qui distribue des contenus à la chaîne Equidia.
Depuis 2008, Natacha Harry présente et produit également Le Magazine de l’élevage, une émission totalement dédiée à l’univers de l’élevage des chevaux, et Dr H, la première émission vétérinaire consacrée entièrement aux chevaux.
Début 2013, Natacha Harry signe un contrat avec Pedigree pour devenir l’égérie des produits de la marque Pet Food.
D’octobre 2013 à septembre 2014, Natacha Harry présente aux côtés de Julien Marcy C’est du sport, une émission de deux heures diffusée en prime time les mercredi et jeudi soir sur Equidia et centrée sur les sports hippiques.

### Carrière médiatique - radio
De 2010 à 2011, Natacha Harry anime l’émission Les experts aux côtés de Jean-Marc Morandini, puis de Patrick Roger tous les mercredis sur Europe 1, où elle intervient comme spécialiste des animaux et répond aux questions des auditeurs.
Depuis septembre 2014, elle intervient le vendredi dans Le grand direct de la santé sur Europe 1 aux côtés de Jean-Marc Morandini comme spécialiste des sujets animaliers.

### Présidence de la SPA de Paris
En juin 2013, Natacha Harry est élue à la présidence de la SPA de Paris puis réélue en 2016. Elle y entreprend un plan de rénovation des refuges sur trois ans, l’ouverture de nouvelles antennes, des actions de sensibilisation à l’adoption responsable, le contrat « famille d’accueil » pour les animaux âgés ou malades, et l’ouverture d'un refuge pouvant accueillir de plus grands animaux comme les équidés. Elle milite aussi pour faire évoluer le statut juridique de l’animal. 
En février 2018, le directeur général de l'association, Joël Pain, alerte les administrateurs de la SPA sur les graves dysfonctionnements qu'il a observés dans le cadre de ses fonctions. Son courrier dans lequel il révèle les actes potentiellement délictueux commis par Natacha Harry qu'il va signaler au Procureur est diffusé sur internet et dans la presse et évoqué par le Canard Enchainé, qui rappelle les dysfonctionnements passés . L'Agence Française Anti Corruption se saisit de l'affaire , la presse s'empare du sujet, de nombreux journaux mènent leur enquête et développent autour des problèmes de la SPA ,. Cette campagne de révélations est la deuxième en 2 ans : en juin 2016, le Parisien alertait déjà sur les pratiques supposées de Natacha Harry . C'est sous la pression des révélations que Natacha Harry finit par renoncer à son poste.
Le 17 juin 2018, elle annonce sa démission pour le 16 juillet 2018,.

### Autres engagements
Natacha Harry est la marraine de l’association Anesterel qui propose de gérer les risques d’incendie grâce à de l’écopâturage avec des ânes.
En septembre 2014, Natacha Harry participe à la campagne « les antibiotiques pour nous non plus c’est pas automatique » orchestrée par le ministère de l’Agriculture pour sensibiliser le public au bon usage des antibiotiques chez les animaux.

## Émissions
- Depuis 2000 : Télématin (France 2)
- De 2005 à 2006 : L’agenda équestre (Equidia)
- De 2006 à 2011 : Jump (Equidia)
- Depuis 2008 : Le magazine de l’élevage (Equidia)
- De 2010 à 2011 : Les experts (Europe 1)
- De 2011 à 2013 : Equestrian (Equidia)
- Depuis 2012 : Docteur H (Equidia)
- De 2013 à 2014 : C'est du sport (Equidia)
- De 2014 à 2017 : Le grand direct de la santé (Europe 1)
- Depuis 2017 : Sud Radio, vos animaux (Sud Radio)